# Pierre Guichard (judoka)
Pierre Guichard es un deportista francés que compitió en judo. Ganó dos medallas de bronce en el [[Campeonato Europeo de Judo] en los años 1969 y 1971.

## Palmarés internacional
| Campeonato Europeo | Campeonato Europeo  | Campeonato Europeo | Campeonato Europeo |
| Año                | Lugar               | Medalla            | Categoría          |
| ------------------ | ------------------- | ------------------ | ------------------ |
| 1969               | Ostende (Bélgica)   | Medalla de bronce  | –93 kg             |
| 1971               | Gotemburgo (Suecia) | Medalla de bronce  | –70 kg             |